# Dragutin Čelik
Dragutin Čelik (Slime kod Travnika, 20. siječnja 1894. - Zagreb, 11. kolovoza 1958.), je bio banjolučki apostolski upravitelj. Radio je kao vjeroučitelj, crkveni sudac, bio je duhovnikom "Katoličke akcije", bavio se publicistikom, a prije drugog svjetskog rata postaje direktorom "Napretkova" srednjoškolskog konvikta "Kralj Tomislav".
Dolazio je iz redova hrvatskog naroda.

## Životopis
Rodio se u Slimenu kod Travnika. Srednju školu je pohađao u obližnjem Travniku, isusovačku gimnaziju. Studirao je bogoslovlje u Sarajevu. Potom se zaredio za svećenika 1917., a onda opet odlazi studirati, ovog puta u Rim, kanonsko pravo. Na istom sveučilištu je doktorirao.
Za vrijeme NDH je bio u Sarajevu, gdje je svoju duhovničku dužnost obnašao kao katedralni župnik. Zbog njegove predanosti svom poslanju je bio omiljen među pukom. Čim su došle na vlast u Sarajevu, komunističke vlasti su mržnju prema katoličkom osoblju vrlo brzo počele pokazivati. Već 1945. ga "narodni sud" osuđiva na trogodišnji zatvor. Nakon izlaska iz zatočeništva se vratio u svoju župu i nastavio biti župnikom sve do 1951.
Dana15. prosinca 1951. je zaređen za biskupa. Fizička zlostavljanja što su mu učinili pripadnici UDBA-e i zadrti članovi KPJ su mu teško oštetile zdravlje, zbog čega je morao u bolnicu u Zagreb. 
Umro je u bolnici Rebro 11. kolovoza 1958. godine.

## Vanjske povezice
- Fokus[neaktivna poveznica] Biskup umro od udaraca partijaca i udbaša, 08. kol 2008.

| Prethodnik:           | Banjolučki apostolski upravitelj (1951. – 1958.) | Nasljednik:    |
| Smiljan Franjo Čekada | Banjolučki apostolski upravitelj (1951. – 1958.) | Alfred Pichler |